# روش‌های طیفی
روش‌های طیفی (Spectral methods)  کلاسی از تکنیک‌هایی هستند که در ریاضیات کاربردی و محاسبات علمی برای حل معادلات دیفرانسیل که به‌طور بالقوه درگیر استفاده از تبدیل سریع فوریه هستند استفاده می‌شوند. ایده این کار، نوشتن راه حلی از معادلات متفاوت به عنوان مجموع «توابع پایه» و سپس انتخاب ضریب در مجموع برای ارضای معادلات متفاوت تا حد ممکن است.  این روش از جملهٔ پردقت‌ترین شیوه‌های عددی برای حل معادلات دیفرانسیل با مشتقات جزئی می‌باشد.

## گوناگونی شیوه‌ها
شیوه‌های عددی طیفی را می‌توان بر طبق پایه‌های مورد استفاده در آن‌ها تقسیم‌بندی کرد:

### روش‌های طیفی فوریه
مقالهٔ اصلی: روش‌های طیفی فوریه
روش‌های طیفی فوریه برای حل بینهایت دقیق معادلات دیفرانسیل پاره‌ای تحت دامنه‌های تناوبی در بعد مکان مورد استفاده قرار می‌گیرد. این روش‌ها با تبدیل و انتقال سریع مقادیر (گسسته) توابع از فضای فیزیکی مسئلهٔ داده‌شده به فضای فوریه، انجام آسان و سریع پردازش‌های مورد نیاز در آن جا، و سپس، تبدیل سریع و معکوس فوریه به فضای فیزیکی اجراء می‌گردد. 

### روش‌های طیفی چبیشف
مقالهٔ اصلی: روش‌های طیفی چبیشف
روش‌های طیفی چبیشف برای حل فوق‌العاده دقیق معادلات دیفرانسیل پاره‌ای تحت دامنه‌های غیر تناوبی مورد استفاده قرار می‌گیرد. 

## پانوشته‌ها
1. ↑  Bases
2. ↑  Infinitely accurate
3. ↑  Periodic domains
4. ↑  Nonperiodic domains